# Veliki Sveti Bernard
Prelaz Veliki Sveti Bernard (francosko: Col du Grand St-Bernard, italijansko: Colle del Gran San Bernardo, nemško: Grosser Sankt Bernhard; 2,469 m) je tretji najvišji cestni prelaz v Švici. Povezuje Martigny v kantonu Valais v Švici z Aosto v deželi doline Aoste v Italiji. To je najnižji prelaz na grebenu med obema najvišjima vrhovoma v Alpah, Mont Blanc in Monte Rosa. Prelaz se natančno nahaja v Švici v kantonu Valais, zelo blizu italijanske meje in na meji med porečjema Rone in Pada.
Veliki Sveti Bernard je najstarejši prelaz v zahodnih Alpah, z evidenco o uporabi, ki sega že v bronasto dobo in ohranjenimi sledovi rimske ceste. Leta 1800 je prelaz uporabljala Napoleonova vojska za vstop v Italijo, dogodek, ki je upodobljen na Jacques-Louis Davida  Napoleon na prelazu Sveti Bernard in Hippolyte Delarocheja Bonaparte prečka Alpe, obe znamenite oljne slike. Potem ko ga je bilo lažje obiti po bolj praktični poti skozi predor Veliki Sveti Bernard, ki je bil odprt leta 1964, je njegova vrednost danes predvsem zgodovinska in rekreacijska.
Na najvišji točki poti stoji hospic ustanovljen leta 1049. Hospicu je kasneje postal znan po  uporabi psov bernardincev v reševalnih operacijah.

## Geografija

### Potek
Prelaz poteka v smeri severovzhod-jugozahod skozi Valaiske Alpe (včasih znane kot Peninske Alpe po rimskem imenu za prelaz, poeninus mons ali summus poeninus) na največji nadmorski višini 2469 m. Preko poteka cesta E27 tako v Italiji kot Švici, od Martignyja v zgornji dolini Rhône v kantonu Valais v Švici, do Aosta na območju doline Aosta v Italiji. Iz Martignyja se Route 9 spusti v Lozano in Route A5 iz Aoste v Torino.
S severa, v Švici, pot do prelaza sledi spodnjemu delu reke La Drance, potem pa v divjo in izolirano dolino Val d'Entremonta (lit .: "dolina med gorami"), skozi katero teče Drance d'Entremont. Predo Veliki Sveti Bernard (in glavna cesta) predre gore na višini 1915 m in je, od odprtja predora leta 1964, zmanjšal komercialni pomen ceste čez prelaz.
Na južni strani je pot sledi strmemu pobočju zgornjega dela Torrent du Grand Saint-Bernard proti jugu, nato zavije proti vzhodu in sledi rečnemu ovinku na jug, kjer se planinska reka steče v Torrent Artanavaz in se spet obrne proti vzhodu, nato pa gladko na jugovzhod. Tu reka vstopi v La Buthier, v spodnjem koncu Valpelline in se obrne zopet proti jugu, kjer končno vteče v reko Dora Baltea v Aosti. Pot tu v glavni dolini Val d'Aoste postane del avtoceste, ki povezuje predor Mont Blanc na zahodu in zgornjo Padsko nižino proti jugovzhodu.
Zmanjšanje prometa se je začelo že po izgradnji železniškega predora Simplon 100 km na vzhod, leta 1905. Ovinkasta zgodovinska cesta je za promet odprta od junija do septembra.
Prelaz na najožji točki teče med vrhovi Grande Chenalette na 2889 m in Mont Mort na 2867 m. Nekoliko na zahodu je najvišji vrh Pointe de Drône z 2949 m. Med njim in prelazom je Petite Chenalette z 2885 m. 
Tour de France je čez prelaz potekal petkrat. Vzpon je štirikrat veljal kot 1. kategorija vzpona in enkrat, leta 2009, kot Hors catégorie – vzpon izven kategorije. 

### Vreme
Sneg na prelazu je v zimskem času lahko globok kar 10 metrov. Temperatura se lahko spustijo do -30 ° C. Jezero zamrzne za 265 dni na leto.

### Ekologija
Prelaz je precej nad gozdno mejo. Ves les, potreben za gradnjo in kurjavo je treba pripeljati od drugod. Na jugozahodni strani prelaza je majhno gorsko jezero, jezero Veliki Sveti Bernard, ki dobi vodo iz staljenega ledu, v njem ni rib, čeprav so bili poskusi vnosa. V zadnjih letih se jezero  v poletnih mesecih ni vedno stalilo.
V bližini raste množica alpskega svetja: Clusijev svišč, zlatica Ranunculus glacialis, alpska velesa (Dryas octopetala), spominčica, nasprotnolistni kamnokreč (Saxifraga oppositifolia) med več sto drugimi. Mah je obilen in kamnine so pokrite z lišaji. 

## Hospic in psi
Hospic ali zavetišče za potnike je leta 1049 ustanovil sveti Bernard Menthonski in po njem se imenuje od 16. stoletja dalje, prav tako tudi prelaz. To ni bil prvi hospic na prelazu. Zgradbe so bile verjetno tam že kot rimsko prenočišče, toda regija ni bila varna, zato je bil večkrat uničen. Prva skrb ustanovitelja sedanjega samostana je bila očistiti regijo razbojnikov in omogočiti varno pot potnikom ter vloga reševalcev v naravi. Hospic je kasneje postal znan po uporabi psov bernardincev v reševalnih akcijah. Papež Pij XI. je razglasil Bernarda kot zavetnika Alp leta 1923.
Hospic je deloval na najvišji točki poti, ki leži v Švici. Danes je sodobna cesta za tranzitni promet preusmerjena okoli samostanskih stavb. Staro cesto je še vedno mogoče videti nad današnjo asfaltno cesto. Hospic zaseda dve stavbi, eno iz leta 1560 in drugo iz leta 1898. Kongregacija kanonikov Velikega Svetega Bernarda (menihi) je tudi lastnik Hôtel de l'Hospic du Grand-St-Bernard, štirinadstropne zgradbe izdelane iz sivega kamna (zgrajena leta 1899) na italijanski strani, ki ga daje v najem zasebnemu podjetniku za opravljanje hotelskih storitev. 
Bernardinca so vzredili dovolj velikega za prečkanje globokega snega in izšolanega izslediti vonj izgubljene osebe. Prvi dokaz, da so bili psi v uporabi v samostanu sta dve sliki datirani v leto 1690, delo Salvatore Rosa. Pogosto pravijo, da so okoli vratu nosili majhne sodčke žganja (čeprav je to le legenda) v prepričanju, da je imelo zdravilne lastnosti.
Opis nočitev v samostanu je leta 1857 v svojih spominih zapisal Theodor Nielsen, danski popotnik. Tako piše: »V večernih urah smo dosegli samostan sv. Bernarda na vrhu gore. Velike vsote denarja so porabili za gradnjo tega samostana, ki je bil narejen iz kamna in omogočal preživetje potnikom na območju Alp med Italijo in Švico ... prišli smo v veliko dvorano, kjer je sedelo več drugih popotnikov, menihi so se prišli rokovat z nami in nam izrekli dobrodošlico. Zdravnik - tudi menih - je vprašal, če nismo utrpeli nobene nezgode, da bi za tiste lahko poskrbeli. Imeli so tudi lekarno. Še en menih nam je dal posodo z vročo juho zmešano z vinom, da nas ogreje. Sedeli smo na lesenih klopeh in se pogovarjali z ostalimi ljudmi. Tam je bila velika peč in prostor je bil lep in topel. Nekaj velikih bernardincev je bilo v prostoru in ko smo sedli, so prišli, da bi naše roke polizali, kot da bi hoteli reči dobrodošli. Za večerjo smo dobili kos mesa na lesenem podstavku, kruh in vino. Kruh je bilo tako trd, da se je zdelo, kot bi poskušali ugrizniti v kos lesa. Kasneje so nam pokazali sobo z dobrimi ležišči. Ko smo prišli iz tople dvorane v hladen prostor, smo začeli drgetati in se nismo mogli ogreti, tako da nismo veliko spali. Vstali smo ob petih zjutraj in dobili zelo dober in obilen zajtrk, preden smo začeli naš spust z gore. Oblaki so bili nevarni, črni in tako veliki, da nismo nič videli in iskreno želeli, da pridemo še kdaj nazaj na zeleno zemljo. Težko je bilo priti na goro, a slabše je šlo navzdol. Potonili smo v sneg, večkrat tako globok, da smo poskušali vse, kar smo lahko storili, da bi se izvlekli. Pričakoval sem, da bom videl pse, vendar smo sledili lesenim oznakam, psi pa so bili usposobljeni za iskanje tistih, ki se niso držali oznak. Nemogoče je, da bi našli pot čez gore brez pomoči. Veliki psi so iskali v parih - en je imel lesen sodček pritrjen pod vratom. Ko so našli žrtev, so mu ponudili žganje, medtem ko je drugi pes stekel nazaj v samostan, da bi pripeljal menihe, ki bi pospremili izgubljenca nazaj. Včasih so ljudje umrli«. 
Danes predor in sodobna tehnologija delata reševalne operacije povsem nepotrebne. Pse so leta 2004 prodali zaradi visokih stroškov vzdrževanja in sta jih takoj kupili dve fundaciji, ustanovljeni s tem namenom: Fondation Barry du Grand Saint Bernard (pomembno prispeva Christine Cerletti-Sarasin) in Fondation Bernard et Caroline de Watteville. Barry je kupila hišice in objekte v Martignyju in še naprej podpira vzrejo te pasme psov. En pogoj za prodajo je, da se pripelje do samostana poleti. Potniki jih lahko vidijo divjati po pobočju.  De Watteville Foundation ohranja več pasjih legel kot dodatek k svojemu muzeju. Obe sta se dogovorili za sodelovanje, drugi pa so se jima pridružili v partnerstvo. 
Samostan trenutno gosti stalno peščico menihov in služi kot duhovni center tudi drugim uporabnikom.

## Zgodovina

### Keltsko obdobje
Prelaz se prvič pojavi v zgodovini kot pot, ki so jo keltska plemena v Boji in Lingonesi opravili v invaziji na Italijo leta 390 pred našim štetjem.  Klasični avtorji prve omembe prelaza dajejo v to ali druge omembe življenja v 1. stoletju pred našim štetjem v času zgodnjega rimskega cesarstva. Imenovali so ga prelaz in gore Poeninus ali Poenini, "punska", na videz sklicevanje na Hanibalovo prečkanje Alp. Ob predpostavki, da je bilo ime napačno, ga je mogoče rekonstruirati kot *peninus, rimsko-keltska beseda za keltsko pleme, ki je imelo prelaz v lasti po tem, ko so jih porazili Rimljani.  Tit Livij pravi, da akcije niso imenovali po Kartažanih ampak po gorskem bogu.  Stoletja so ime učenjaki, kot tudi brata Grimm, povezovali s kontinentalno keltščino pen ali ben, "glava, vrh, glavni" analogno kot Hesihij iz Alksandrije z Zeus karaios. 
Dve plemeni sta stalno zasedali doline na obeh straneh prelaza: Veragri na švicarski strani in Salassi na italijanski strani.

### Rimsko obdobje
Julij Cezar je poslal leta 57 pr. n. št. vojsko, pod vodstvom svojega najboljšega poveljnika Serviusa Galba, iz Galije preko prelaza v upanju, da bodo skrajšali pot med Italijo in Galijo. Galba je zavedel Veragre da izdelajo tabor blizu Martignyja v pričakovanju, da se bodo naslednji dan premaknili na prelaz. V tistem času so Rimljani našli višje pot preko treh sovražni galskih plemen. Rimljani so zmagali z drznim pohodom iz tabora, vendar je Galba ocenil, da ne more zavzeti prelaza in odšel.
Augustus je uspel, kjer njegovemu očimu ni in zavzel prelaz. Augustus je pod prelazom ustanovil velik castra stativa in kolonijo Augusta Praetoria Salassorum, ki je kasneje postala Aosta. Njegove ruševine so danes zgodovinska atrakcija. Z letom 43 n. št., pod cesarjem Klavdijem I., je bila preko prelaza zgrajena dobra rimska cesta z mansio (postajališče) na vrhu in tempelj Jupitra Poeninusa, rezulktat je bilo ime Mons Jovis v pozni antiki, Monte Jove v zgodnjem italijanskem obdobju in Mont Joux v francoskem obdobju, sinonim za prelaz. Položaj templja je znan kot Plan de Jupiter, in se nahaja na gričku na italijanski strani prelaza. Križ je bil tam postavljen leta 1816 z napisom Deo Optimo Maximo ("za najboljšega in največjega boga"). Bronasti kip sv. Bernarda na podstavku nad cesto na italijanski strani, je bil zgrajen leta 1905 na mestu rimskega mansio.
Kovanci in votivne tablice so našli na mestu templja približno datirane v zadnje obdobje rimskega nadzora nad prelazom. Najmlajši datum za vladavino Teodozija II. (1. polovica 5. stoletja). Ti in drugi predmeti so shranjeni v samostanskem muzeju.  Fragmenti iz marmornega templja, nekateri z napisi, so bili vključeni v številne zgradbe vasi Bourg-Saint-Pierre na švicarski strani prelaza. Rimski miljnik XXIII z vrha prelaza je bil postavljen v središču naselja. 

### Napoleonovo prečkanje
Prelaz se je v zgodovino zapisal z galsko invazijo leta 390 pred našim štetjem. Zadnja galska invazija je bila v maju 1800, pod vodstvom 30-letnega prvega konzula Republike Francije, |Napoleona Bonaparteja. Avstrijska vojska je s 140.000 mož oblegala od Francozov okupirano Genovo na zahodni obali severne Italije. Napoleon je vodil preko prelaza 40.000 moških in ⅓ težkega topništva poslal s še 20.000 vojaki preko treh drugih prelazov kot idejo, da namerava doseči avstrijsko vojsko od zadaj. V paniki se Avstrijci niso mogli dovolj hitro zbrati za srečanje s Francozi, in bili junija 1800 tako premagani prvič v bitki pri Montebellu in nato v bitki pri Marengu.
Napoleon se je pripravljal na pohod na skrivaj s sestavljanjem manjših enot pod prelazom, uredil prostore za oskrbo ob spodnjem delu poti in najel obrtnike da so zagotavljali oskrbo. 15. maja je šla predhodnica čez prelaz in zavzela Aosto, tako je vzpostavil povezavo med Martignyjem in Aosto. V Martignyju je vojsko sestavil in jim dal obroke za tri dni. Vso opremo - vozila, topništvo, orožje in strelivo - je razstavil in razdelil v pakiranja po 60-70 funtov na moškega. Topove je bilo treba vleči po snegu v votlih borovih pol hlodih z mulami, in potem, ko so mule poginile ali bile izčrpane, jih je vleklo po 100 vojakov. Napoleon je ponudil denarne nagrade vojakom in delavcem, ki bodo pravočasno opravili težek prevoz.
Po nekaj dneh je ob koncu maja vojska prešla čez prelaz v skupinah po 6000 moških na dan. Ob poti je igrala godba bodrilno glasbo, z bobni na posebej težkih mestih, da so vplivali na ljudi. Na vrhu so menihi predali vsakemu človeku dva kozarca vina in rezino rženega kruha s sirom. Na drugi strani pa je bil sneg tako zbit, da so moški drseli navzdol po zadnjicah. Napoleon je bil zadnji, ki je tudi zdrsnil. Dobro vreme je pripomoglo k prečkanju, ki bi se sicer lahko spremenilo v katastrofo.
V dolini Aoste se je Napoleonova vojska izmuznila mimo avstrijske posadke pri Bardu izven območja dosega topov. Poveljnik je bil presenečen, ko je zagledal vojsko 40.000 mož v polni opremi kako koraka mimo iz smeri prelaza.